# Arthragrostis
Arthragrostis är ett släkte av gräs. Arthragrostis ingår i familjen gräs.
Kladogram enligt Catalogue of Life:
| Arthragrostis | \| \| Arthragrostis aristispicula \| \| \| \| \| \| Arthragrostis clarksoniana \| \| \| \| \| \| Arthragrostis deschampsioides \| \| \| \| |
|               | \| \| Arthragrostis aristispicula \| \| \| \| \| \| Arthragrostis clarksoniana \| \| \| \| \| \| Arthragrostis deschampsioides \| \| \| \| |
|               | Arthragrostis aristispicula |
|               | |
|               | Arthragrostis clarksoniana |
|               | |
|               | Arthragrostis deschampsioides |
|               | |